# Yunxiao

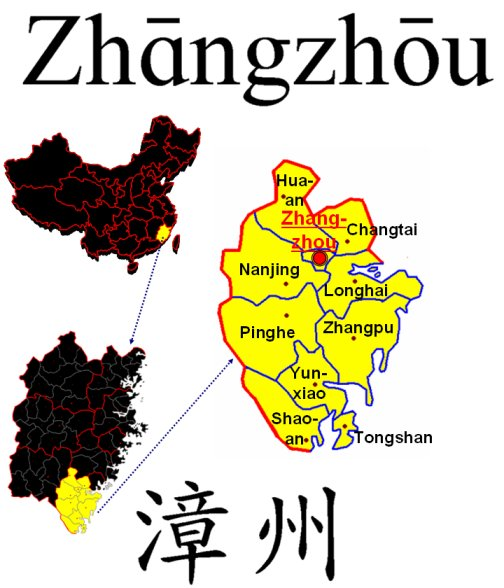
Kreise des Bezirks Zhangzhou

Yunxiao (chinesisch 云霄县, Pinyin Yúnxiāo Xiàn) ist ein südostchinesischer Kreis der bezirksfreien Stadt Zhangzhou der Provinz Fujian. Er hat eine Fläche von 1.143 km² und zählt 411.558 Einwohner (Stand: Zensus 2020).
Yunxiao gehört linguistisch zu den Gebieten, in denen die südliche Variante des Min-Dialekts, das Min Nan gesprochen wird.
Das Bruttoinlandsprodukt pro Kopf im Kreis liegt mit 7.782 Renminbi im Jahr unter dem Durchschnitt der Provinz Fujian.

## Administrative Gliederung
Auf Gemeindeebene setzt sich Yunxiao aus sechs Großgemeinden und drei Gemeinden zusammen. Diese sind:
- Großgemeinde Yunling (云陵镇), Hauptort, Zentrum, Sitz der Kreisregierung;
- Großgemeinde Chendai (陈岱镇);
- Großgemeinde Dongxia (东厦镇);
- Großgemeinde Pumei (莆美镇);
- Großgemeinde Liyu (峛屿镇);
- Großgemeinde Huotian (火田镇);
- Gemeinde Xiahe (下河乡);
- Gemeinde Mapu (马铺乡);
- Gemeinde Heping (和平乡).